# Calcul des situations
En intelligence artificielle, le calcul des situations est une logique formelle pour représenter et raisonner sur des situations et des actions. Le calcul des situations a été introduit par John McCarthy en 1963.